# Puits de Sauwartan
Le puits de Sauwartan ou no 1 est un charbonnage implanté sur la commune de Dour en Région wallonne en Belgique. Il est entré en exploitation au cours de la seconde moitié du XIXe siècle. Il est l'un des nombreux puits creusés dans le Borinage. Le chevalement en béton armé et ses annexes datent de 1928. La mine ferme le 6 octobre 1938 et les installations sont démantelées puis abandonnées avant de se retrouver en ruines au début du XXIe siècle. Depuis le 30 août 1991, le site est classé monument protégé. Ce site est devenu une propriété privée.

## Histoire

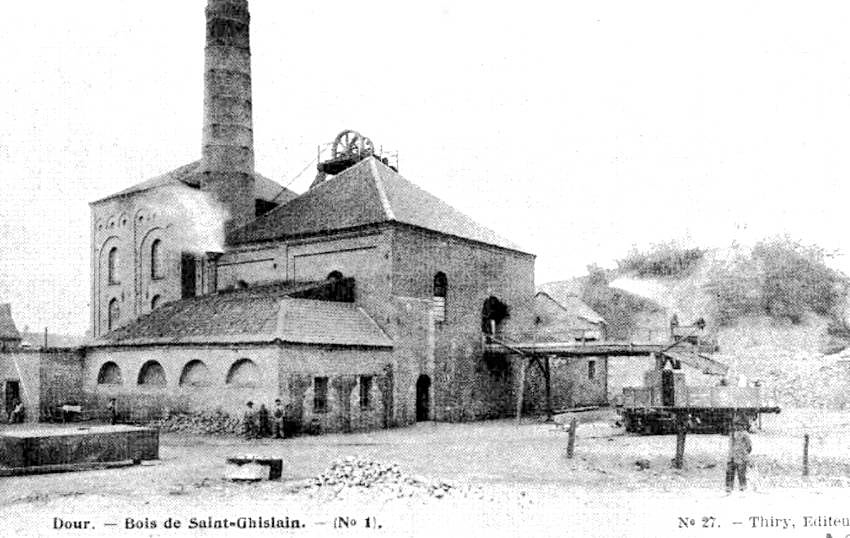
Vue du charbonnage à la fin du XIXe siècle.

À la fin du XVIIIe siècle, l'abbaye de Saint-Ghislain, qui était seigneur de la région, détenait le droit d'exploiter le charbon dans ces forêts. Au début la mine n'était pas exploitée dans de bonnes conditions ce qui entraînait de nombreux accidents. Ainsi le 22 mars 1847, 26 mineurs périrent dans un accident de la mine. Le 9 juin 1880, huit mineurs meurent dans les travaux du puits n° 3 du grand bouillon du bois de Saint-Ghislain à Dour,.
En 1845, une société civile fondée avec le nom la Société du Grand-Bouillon et de Sauwartan sur Dour. Cette compagnie ayant d'importantes ressources financières, on peut creuser de nouveaux puits et les puits anciens sont approfondis. La construction de voies ferrées et de hauts fourneaux dans le voisinage de la mine sont entrepris. Afin d'augmenter les ressources disponibles, la société fusionne avec la Société Anonyme du Grand-Bouillon et des Chevalières du Bois de Saint-Ghislain en 1860. Un nouveau chevalement et des bâtiments en béton armé à remplissage de brique sont construits en 1928. Le puits de Sauwartan ferme le 6 octobre 1938. Après plusieurs fusions et acquisitions, la mine de charbon de Sauwartan devient la propriété, dans les années 1950 de la célèbre "Ouest de Mons». En 1959, la "Société Anonyme des Charbonnages du Borinage" est créée. C'est à cette compagnie que la famille Dreau de Flénu a racheté le site des bâtiments de la mine et le terril.
La terril et le chevalement, à l'exception des autres structures sont classés au patrimoine immobilier wallon en 1991.

## Chevalement
Le chevalement de type avant carré porteur a été construit en 1928 pour remplacer une structure en bois. Il est le seul construit en béton armé dans le secteur minier de la région à l'ouest de Mons. La conception est basée sur le système de Freycinet, l'ingénieur français qui s'est spécialisé dans le béton armé. La construction est basée sur le travail de l'architecte Crombez de Wasmes. L’architecte des structures est  Charles Tournay, qui a conçu plusieurs chevalements dont celui du puits Sainte-Marie avec lequel on note une similitude pour la partie supérieure et les bigues. Les bâtiments sont construits avec des murs en poutres de béton remplis de briques. L'utilisation du béton comme élément principal s'explique par la grande souplesse, la vitesse de construction et les performances qu'il offre.

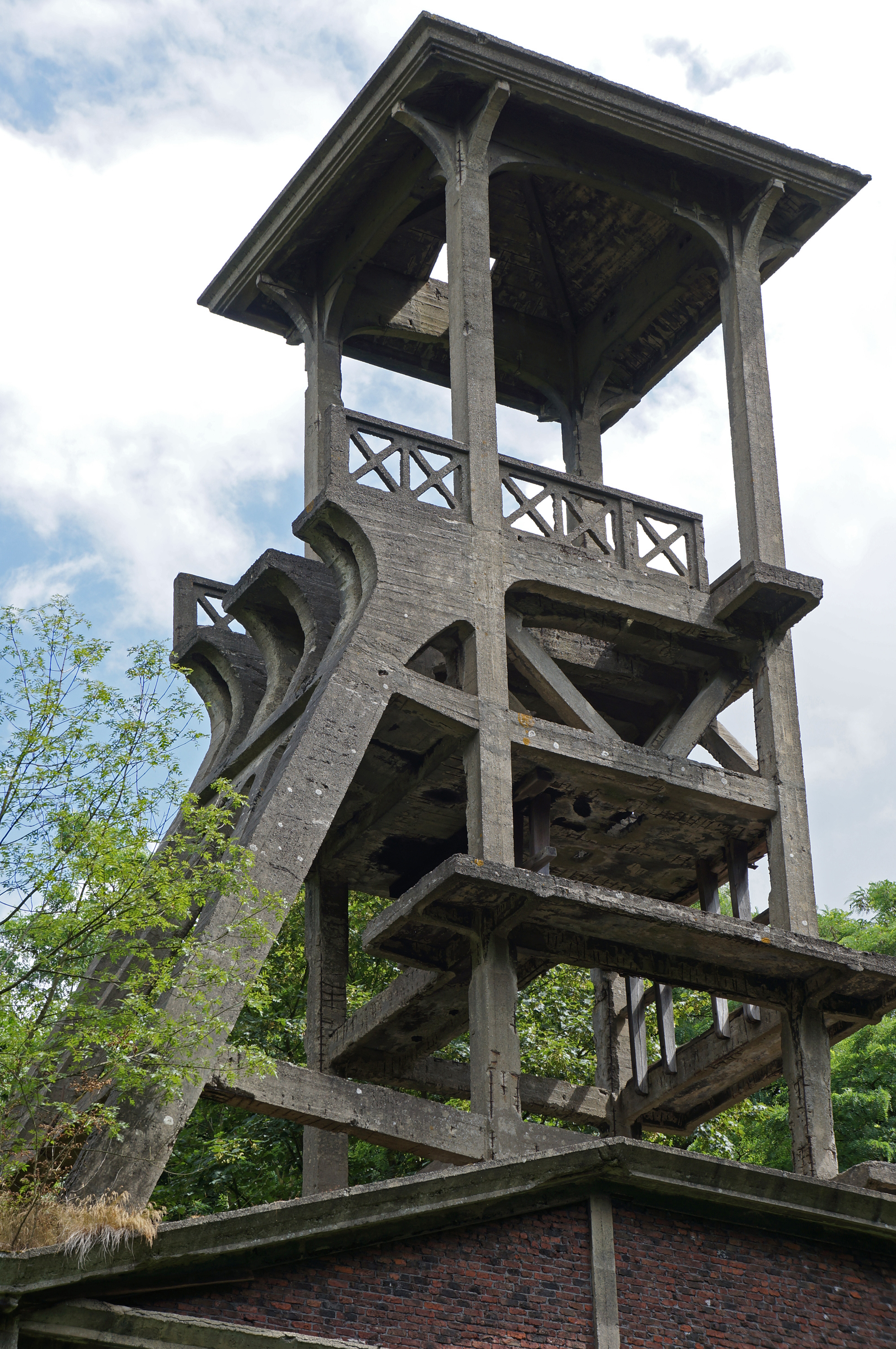
Partie haute du chevalement où se trouvaient les molettes.
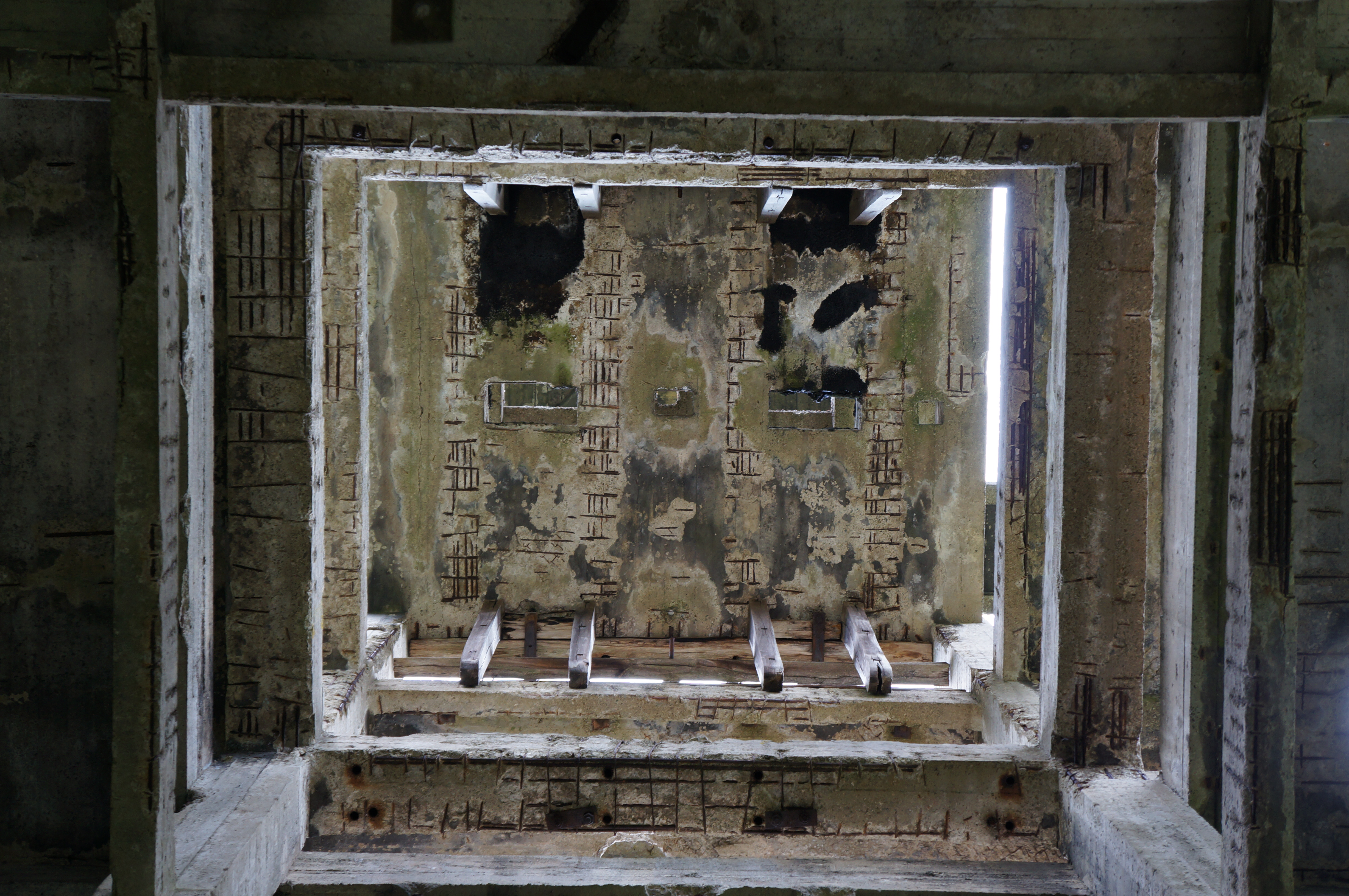
L'intérieur du chevalement.
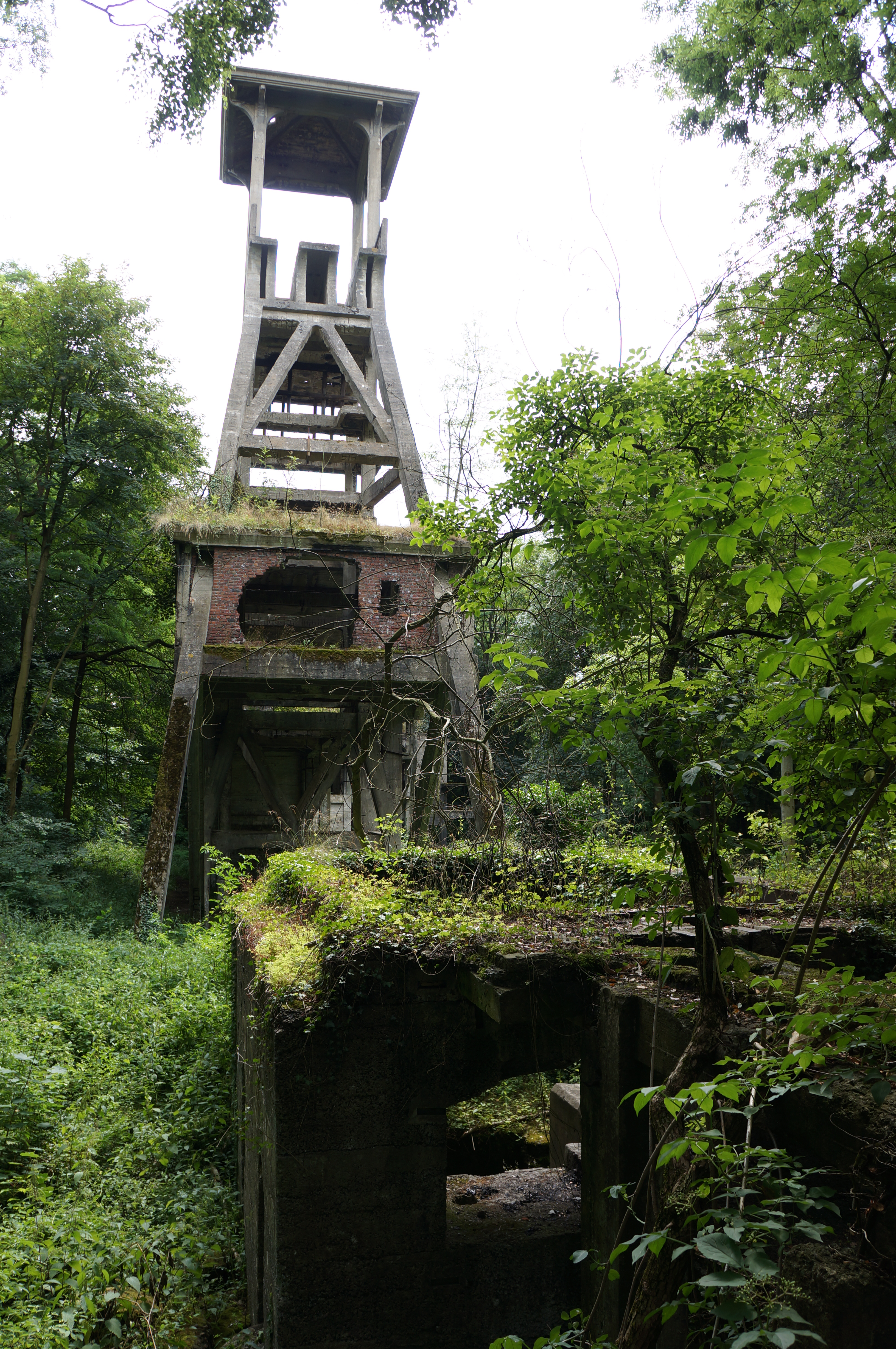
Le chevalement, orienté vers l'axe des bobines.

## Vestiges
Au début du XXIe siècle, les bâtiments de la mine de Sauwartan ainsi que le terril sont encore à leur emplacement d'origine. Les bâtiments sont classés monument protégé et les terrils comme site protégé depuis le 30 août 1991.

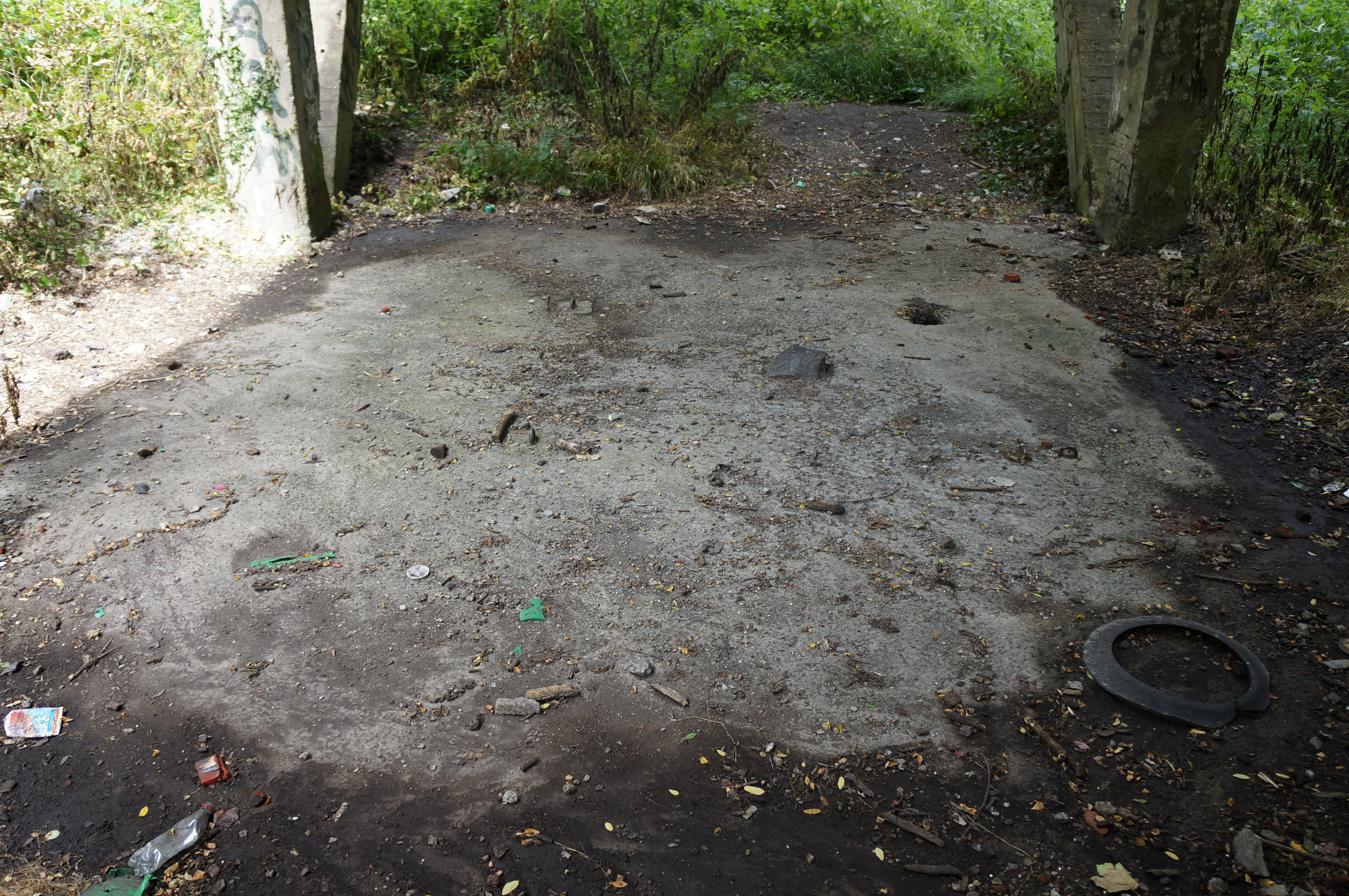
La dalle du puits de Sauwartan.
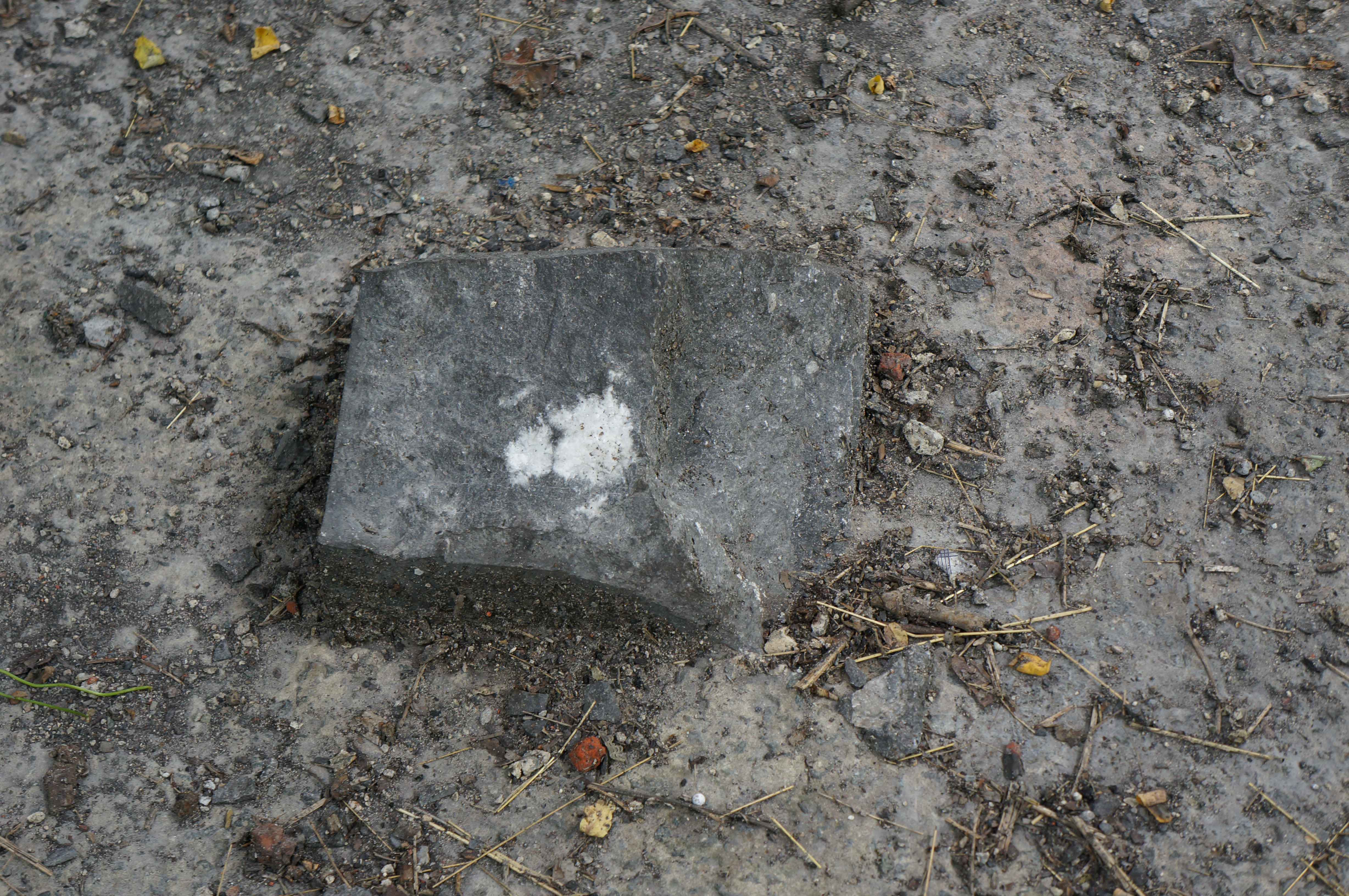
La borne du puits de Sauwartan.
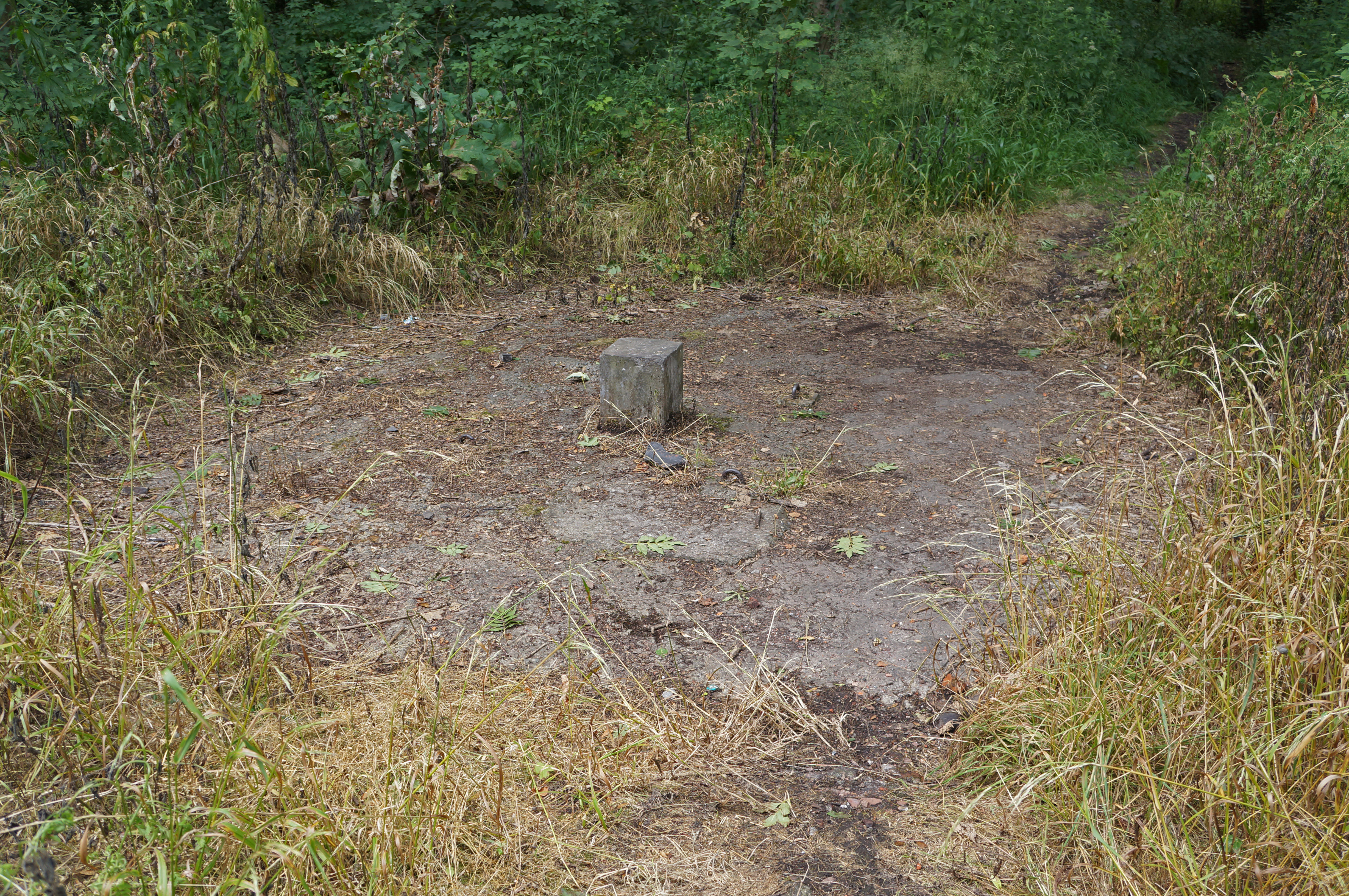
La dalle du puits Saint-Ghislain.
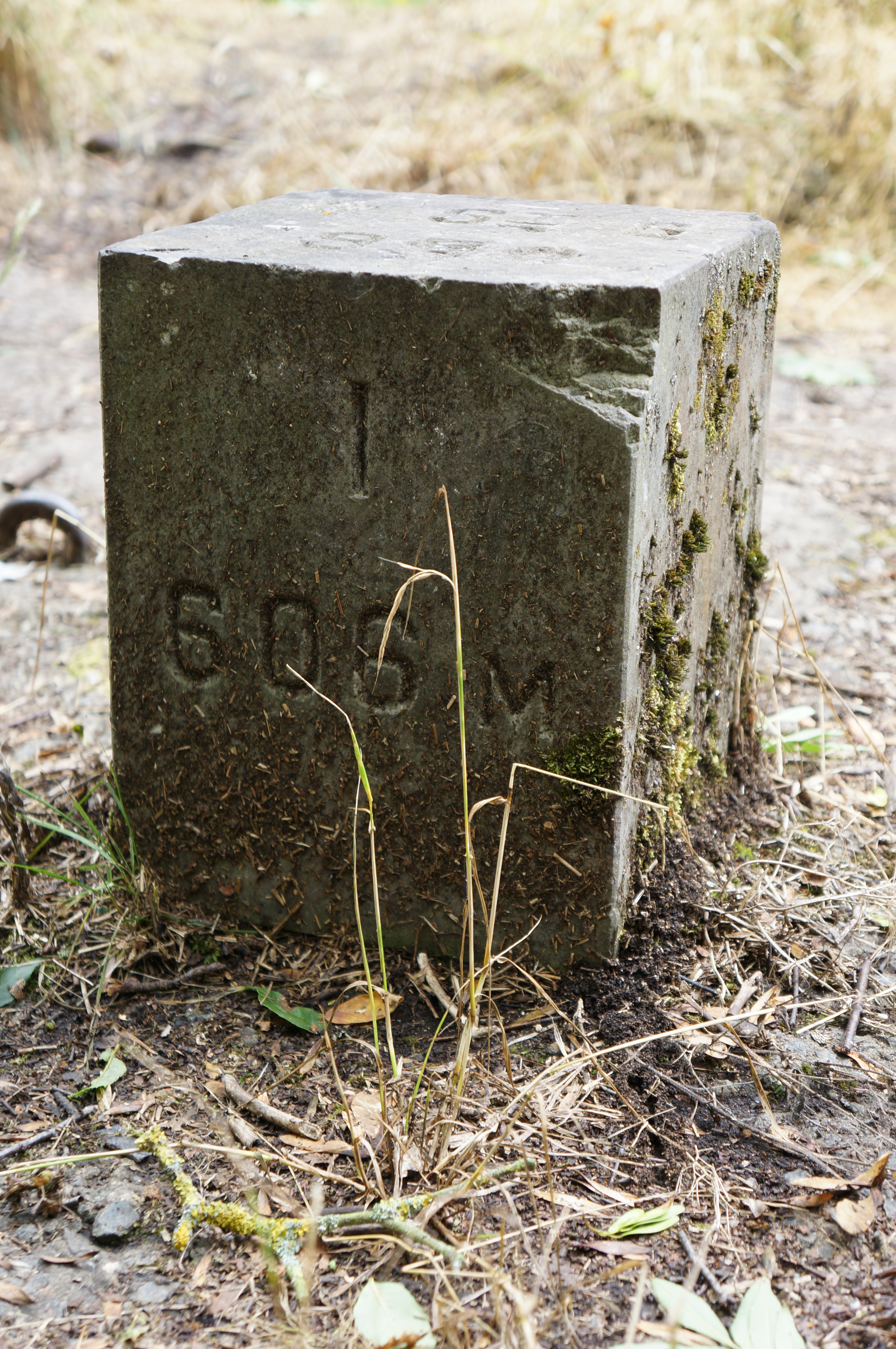
La borne du puits Saint-Ghislain.

Les installations sont en ruine. Seules les structures en béton subsistent, bien qu'en mauvais état ; tous les éléments métalliques (molettes, machines, rails...) ont été récupérés après la fermeture. Ne subsistent que les structures d'extraction et de traitement du charbon mais aucune trace d'installation annexe (maison de gardien, bureaux, vestiaires, ateliers).

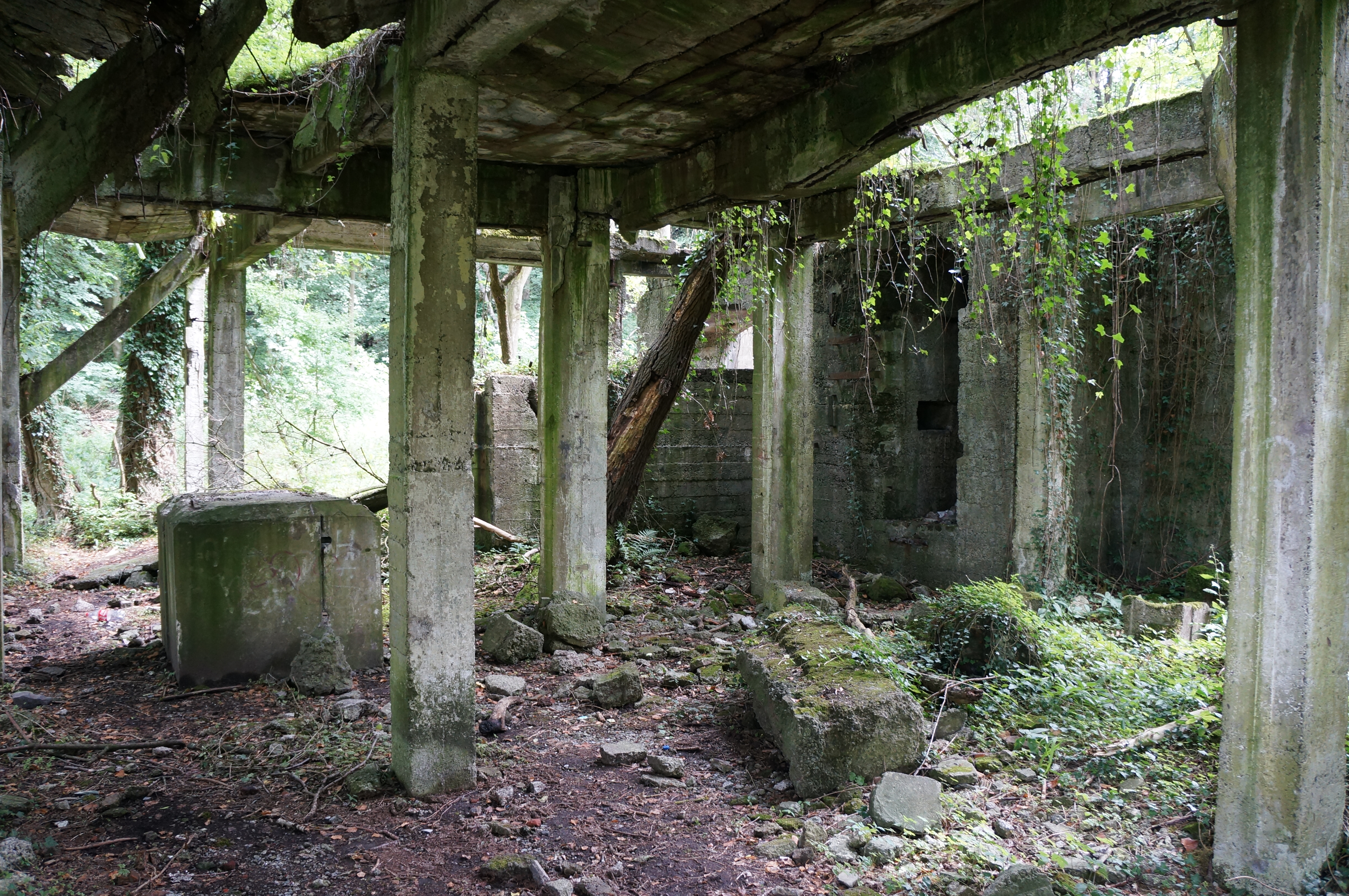
Vestige du bâtiment de la machine d'extraction.
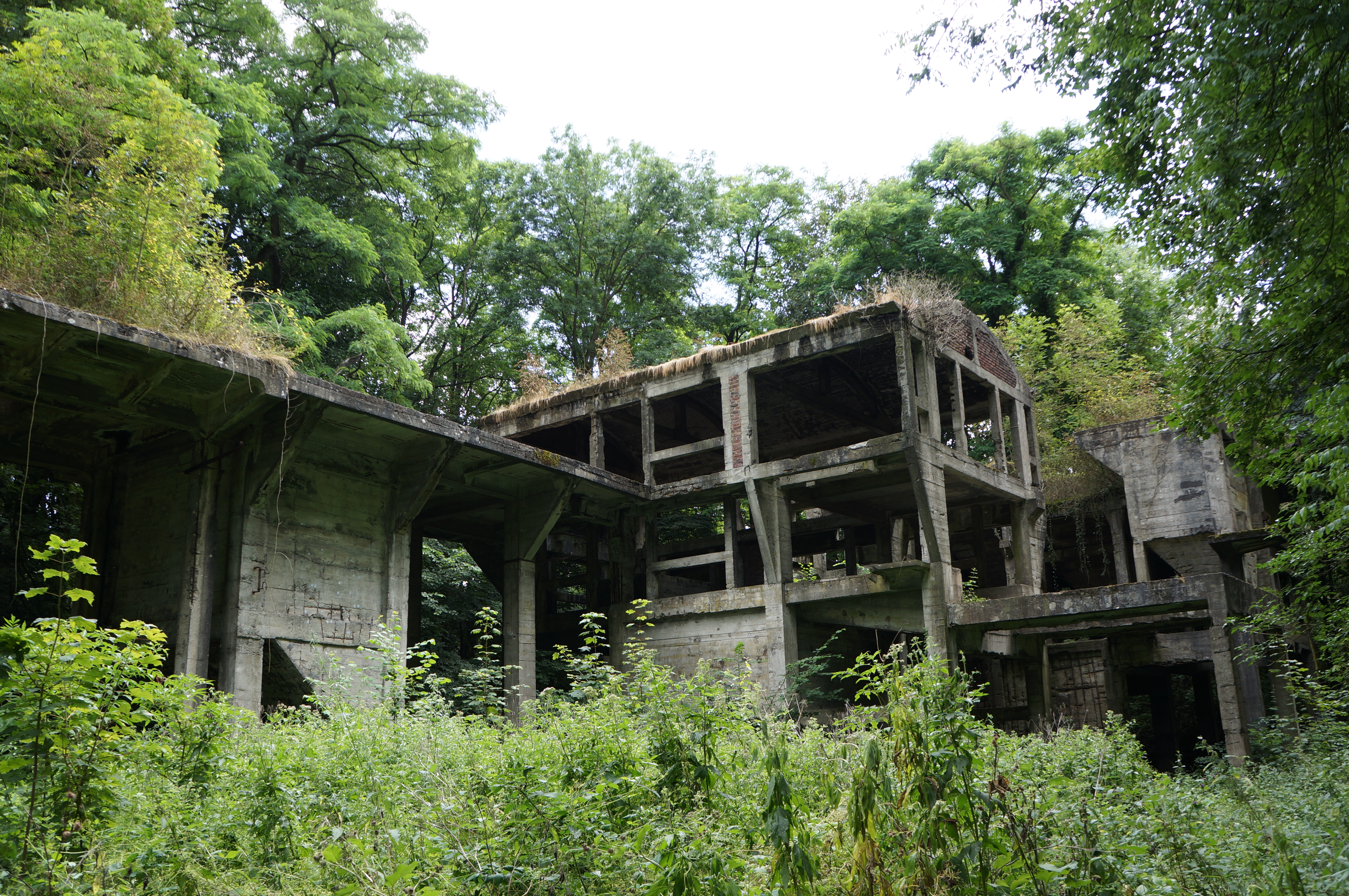
Bâtiment du clichage.
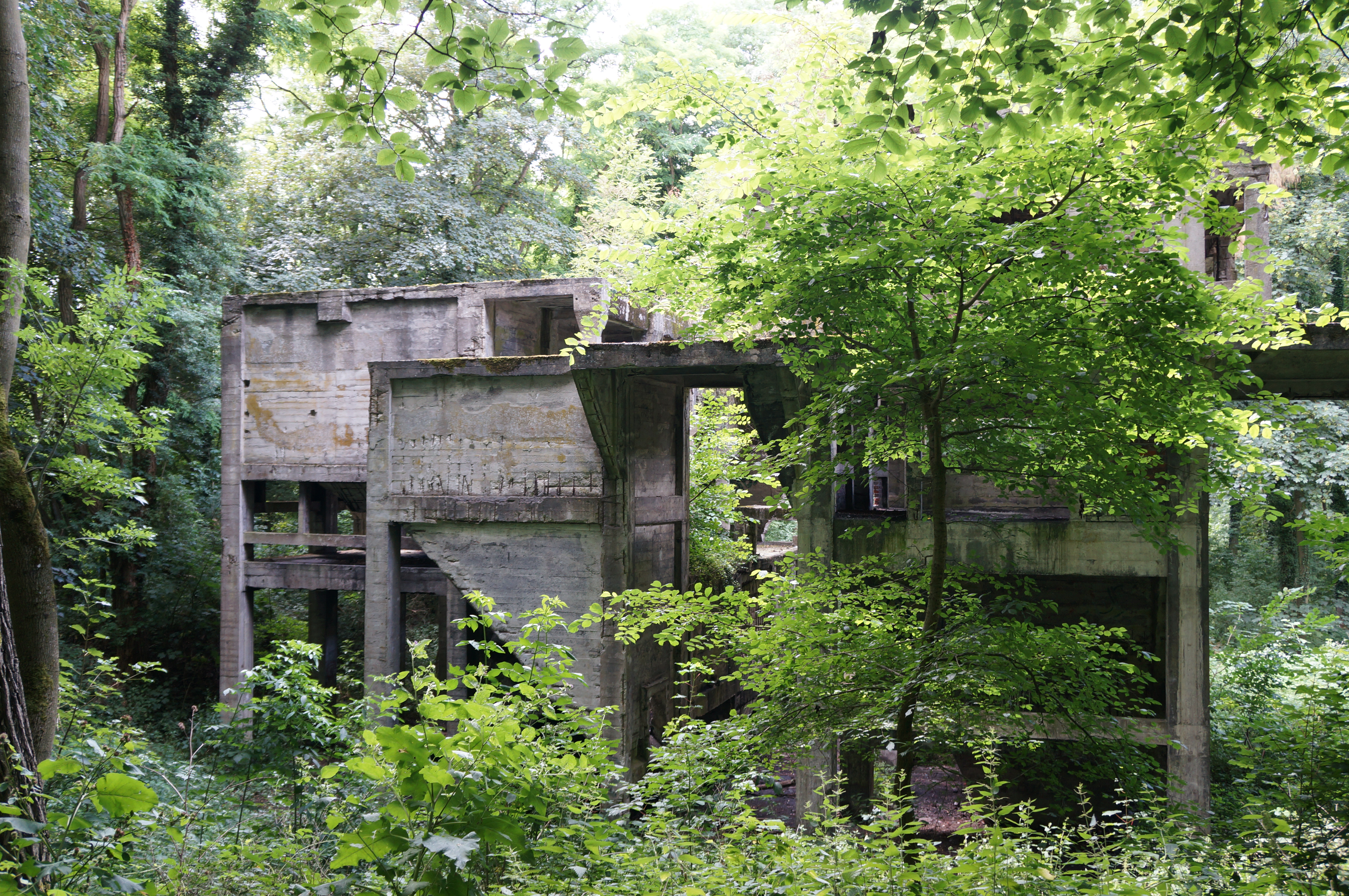
Les trémies.
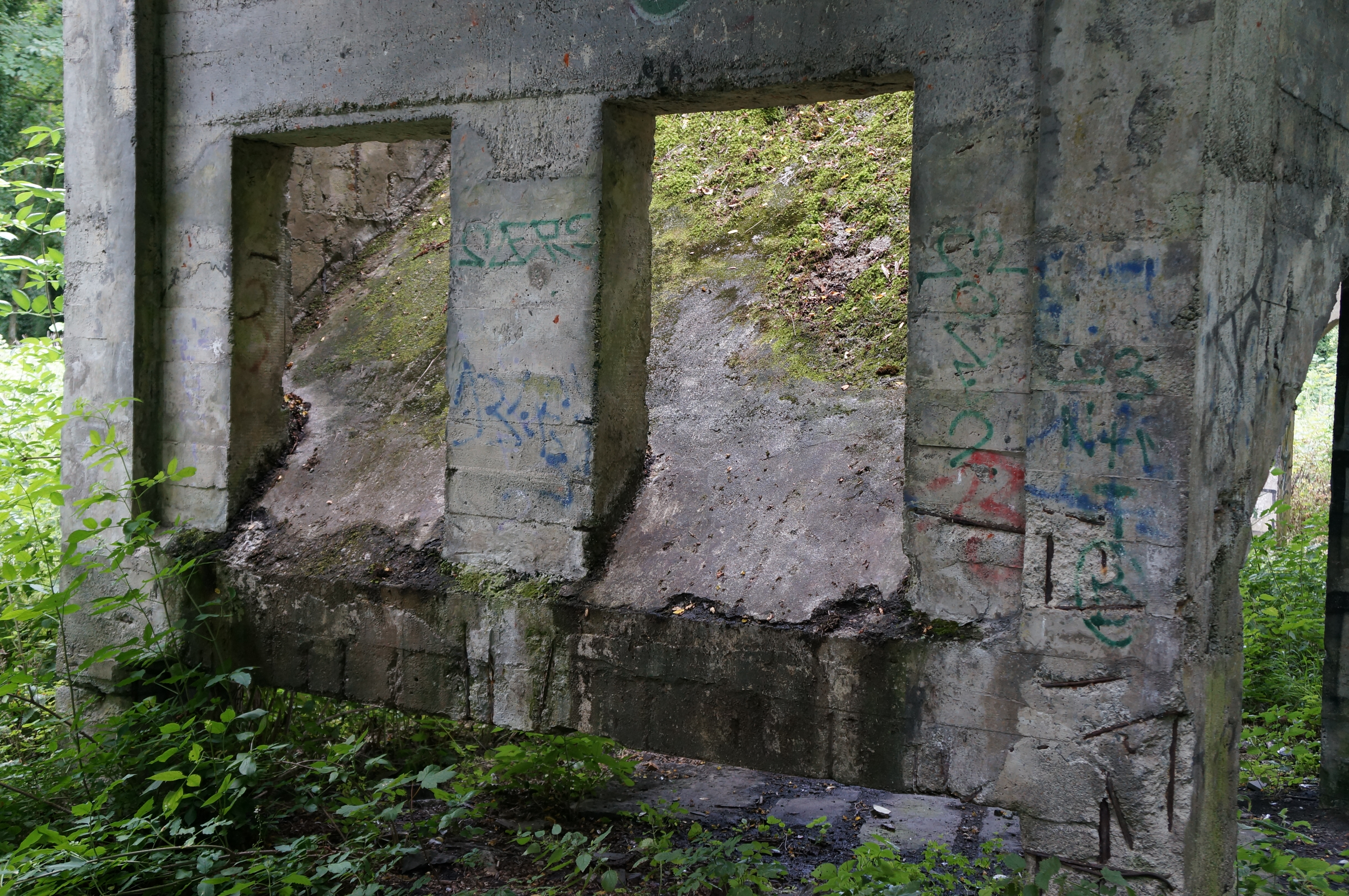
Détails d'une trémie.

## Terril

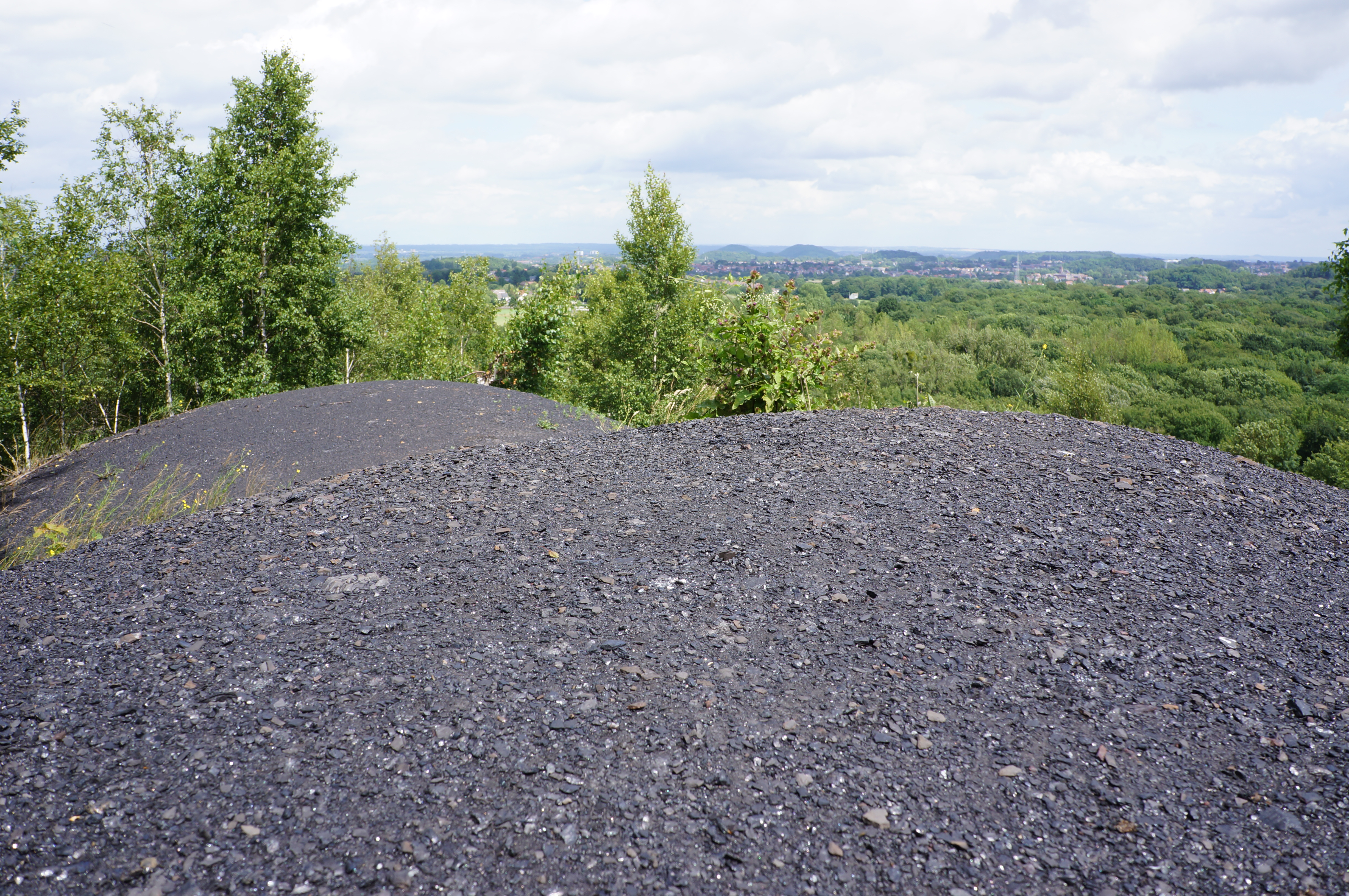
Vue du paysage au sommet du terril.

50° 23′ 35″ N, 3° 49′ 04″ E
Le terril est de type conique et est en grande partie boisé. Il possède un grand intérêt d'un point de vue biologique en ce qui concerne la présence d'amphibiens (en particulier le triton alpestre et la grenouille rousse), les espèces typiques des zones boisées (fauvette grisette, Sittelle torchepot, pinson des arbres, pic épeiche, etc.) ou les chauves-souris. Cet intérêt biologique a conduit à l'intégration du site dans le réseau Natura 2000. Le terril et le carreau du puits font partie de la GR 412 ouest où passe le sentier des terrils, un parcours d'une longueur de 140 km allant de Colfontaine à Blegny-Mine.